# College of All Saints (Maidstone)

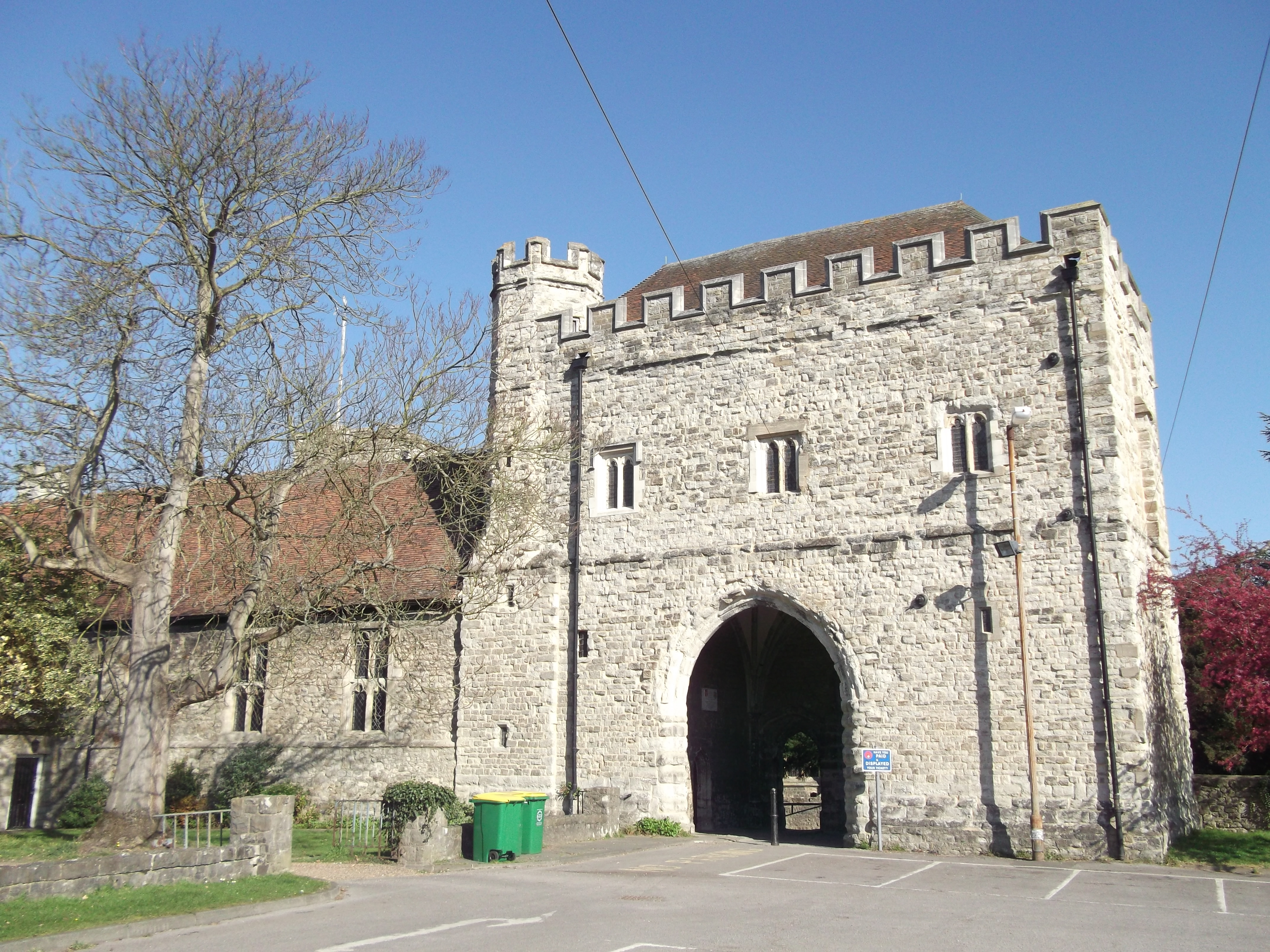
Die Eingangshalle.

Das College of All Saints war ein Kollegiatstift in Maidstone, Kent, England. Es wurde 1395 von William Courtenay gegründet und war Teil des Erzbischöflichen Palastes. 1546 wurde es geschlossen. Die Kirche des College war die Church of All Saints. Einige der Gebäude haben überdauert und stehen heute als Scheduled Monument unter Denkmalschutz.

## Geschichte
Das College wurde 1395 vom Erzbischof von Canterbury William Courtenay gegründet. Courtenay starb bereits im Jahr darauf und College und Kirche wurden von seinem Nachfolger, Thomas Arundel, fertig gestellt. Richard II. belehnte das College mit Land und dem Einkommen des Hospital of St Peter and St Paul in Maidstone und von den Parochien Linton, Farleigh, Sutton und Crundale. Dem College wurde auch das Kirchenpatronat für die Parishes übertragen. Um die Baukosten zu decken, ließ sich Courtenay eine Päpstliche Bulle ausstellen, durch die er berechtigt war, eine Steuer von fourpence pro Pfund auf alle kirchlichen Einnahmen in seiner Erzdiözese zu erheben. So lange es bestand, hatte das College als Personal einen Master und sechs Chaplains.
Die Masters of the College waren:
| - John Wootton (1395–1417) - John Holond (1418–19) - Roger Heron (1419–41) - John Darell (1441–44) - Peter Stackley (1450–58) - Thomas Boleyn (1458–70) | - John Freestone (1470) - John Lee (1470–94) - John Comberton (1494–1506) - William Grocyn (1506–19) - Thomas Penyton (1519–?) - John Leffe (before 1535–46) |

Als das College 1546 aufgrund des Chantries Act (Aufhebung der Seelenmessen) geschlossen wurde, wurde sein jährliches Einkommen auf £208 6s 2d (Inflationsbereinigt heute £131,610). geschätzt. Kirche und College wurden getrennt. Die Kirche wurde die Pfarrkirche für ganz Maidstone und das College und seine Ländereien wurden verkauft. Sechzehn Mitgliedern des Colleges wurden Pensionen in einer Gesamthöhe von £100 17s ausgezahlt. 1549 wurden die Ländereien an George Brooke, 9. Baron Cobham für die Summe von £1081 18s 1d verkauft. Tafelsilber und andere Wertgegenstände wurden für £200 verkauft.

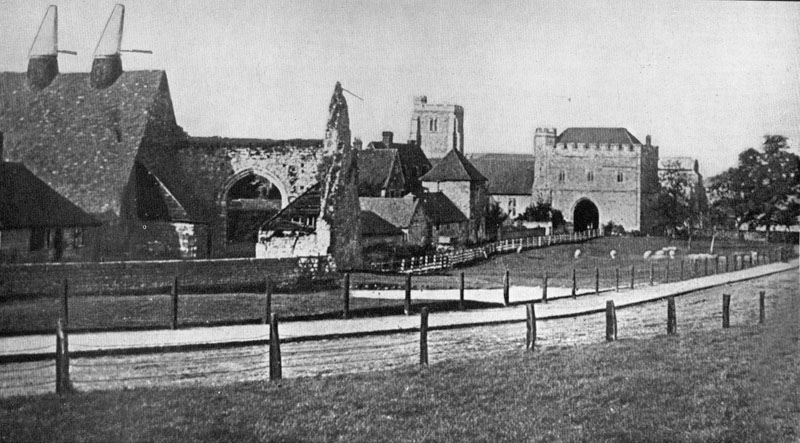
College farm, 1866. Die meisten der Gebäude sind auch heute noch vorhanden. Die Darre (oast house) links wurde abgerissen.

Der größte Teil der Ländereien fiel jedoch wieder an die Krone, als 1603 der Enkel des Käufers, Henry Brooke, 11. Baron Cobham, wegen Hochverrat verurteilt wurde. Er hatte am Main Plot gegen James I. teilgenommen. Daraufhin wurde das College auf Lebenszeit an Henry Brookes Witwe verliehen, und gleichzeitig für die Zukunft (reversion) dem Robert Cecil, 1. Earl of Salisbury, dem Mann von Baron Cobhams Schwester versprochen. Das College blieb bei der Familie Cecil bis 1697, als es an Sir Robert Marsham von Mote House verkauft wurde. Seither gehörte das Anwesen den Erben Marshams, den Earls of Romney.
Die Gebäude wurden bis ins 19. Jahrhundert hinein landwirtschaftlich genutzt, bis die Vergrößerung von Maidstone ihren Abriss erforderlich machte. Ein Teil des Geländes wurde noch im späten 19. Jahrhundert mit den Cutbush Almshouses bebaut, die heute auch unter Schutz stehen. Die Gebäude gehören mittlerweile dem Maidstone Borough Council, nachdem sie von Sir Garrard Tyrwhitt-Drake, dem Mayor of the Borough 1949–50 dem Borough geschenkt wurden. Eine Gedenktafel zu dieser Schenkung findet sich im Tordurchgang des Pfortenhauses.

## Gebäude

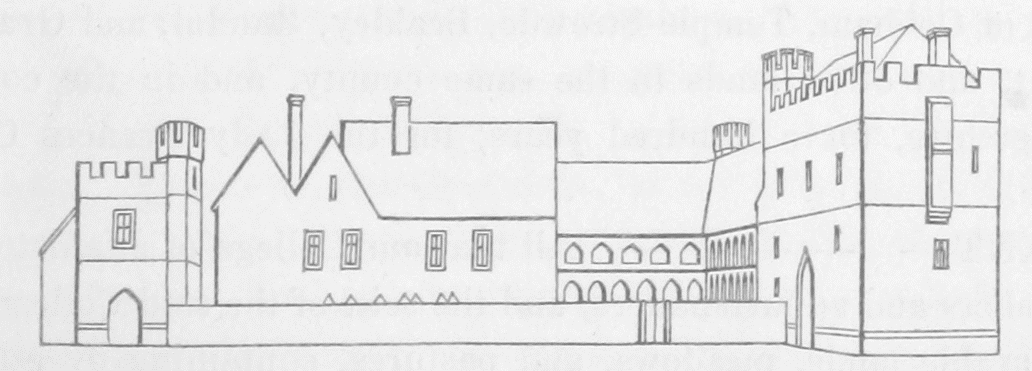
Rekonstruktionsversuch
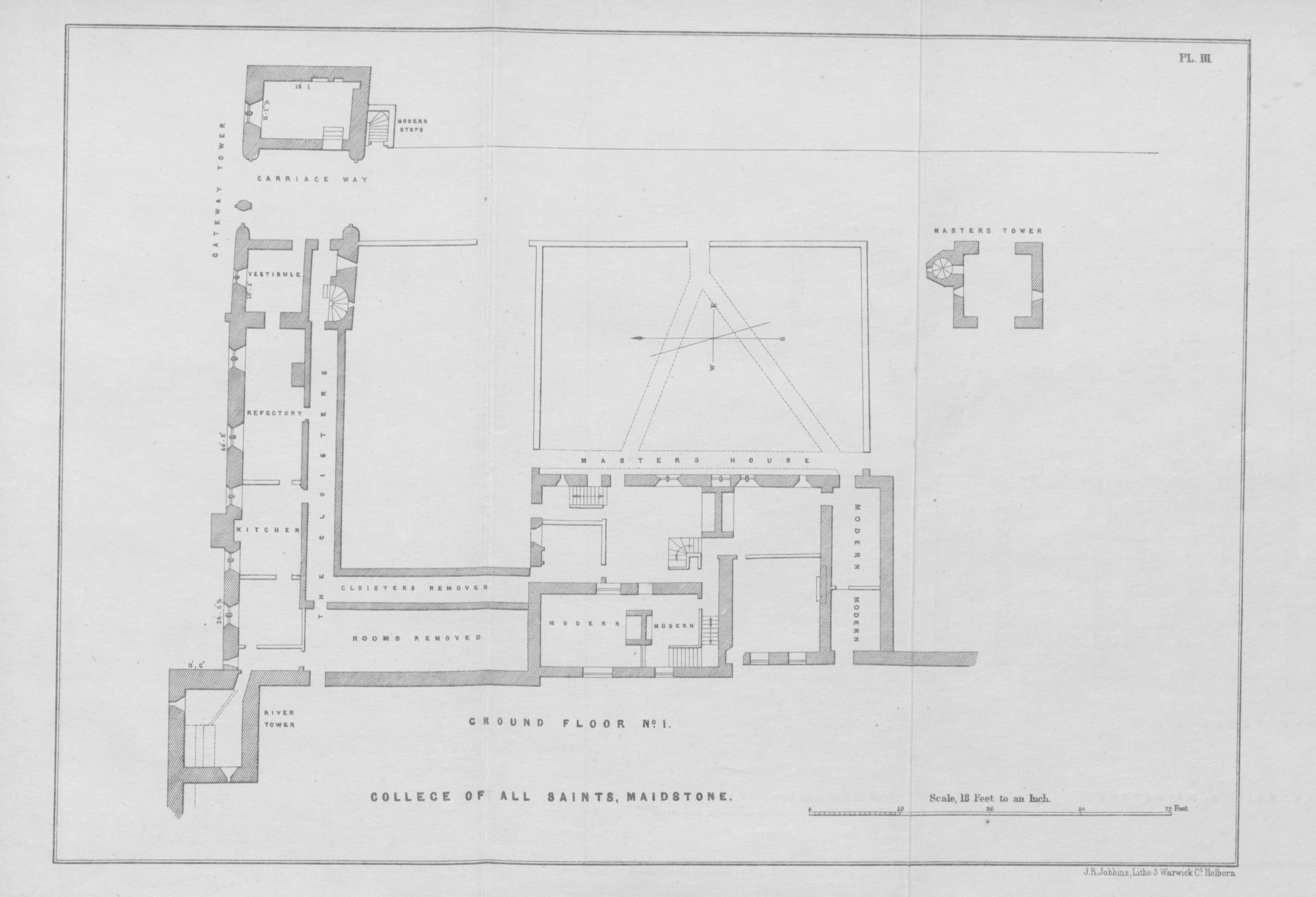
Plan of the College buildings in 1845

Das College, wie auch die Church of All Saints, wurde aus lokalem (Kentish) Schiefer im Perpendicular Style aufgeführt. Das zweistöckige Hauptgebäude verfügt zusätzlich über einen Dachboden. Es wurde größtenteils im 14. Jahrhundert errichtet und diente ursprünglich als das Haus des Masters. Im 18. Jahrhundert wurden kleine Veränderungen vorgenommen und später Fenster eingebaut. Das Gebäude trägt ein Kehlbalkendach und ein Treppenhaus aus dem 16. Jahrhundert sowie eine Stuckdecke und ein Aumbry-Wandregal. Poste berichtete 1847 in seiner Geschichte des Colleges, dass einige der Räume Wandmalereien aufwiesen.

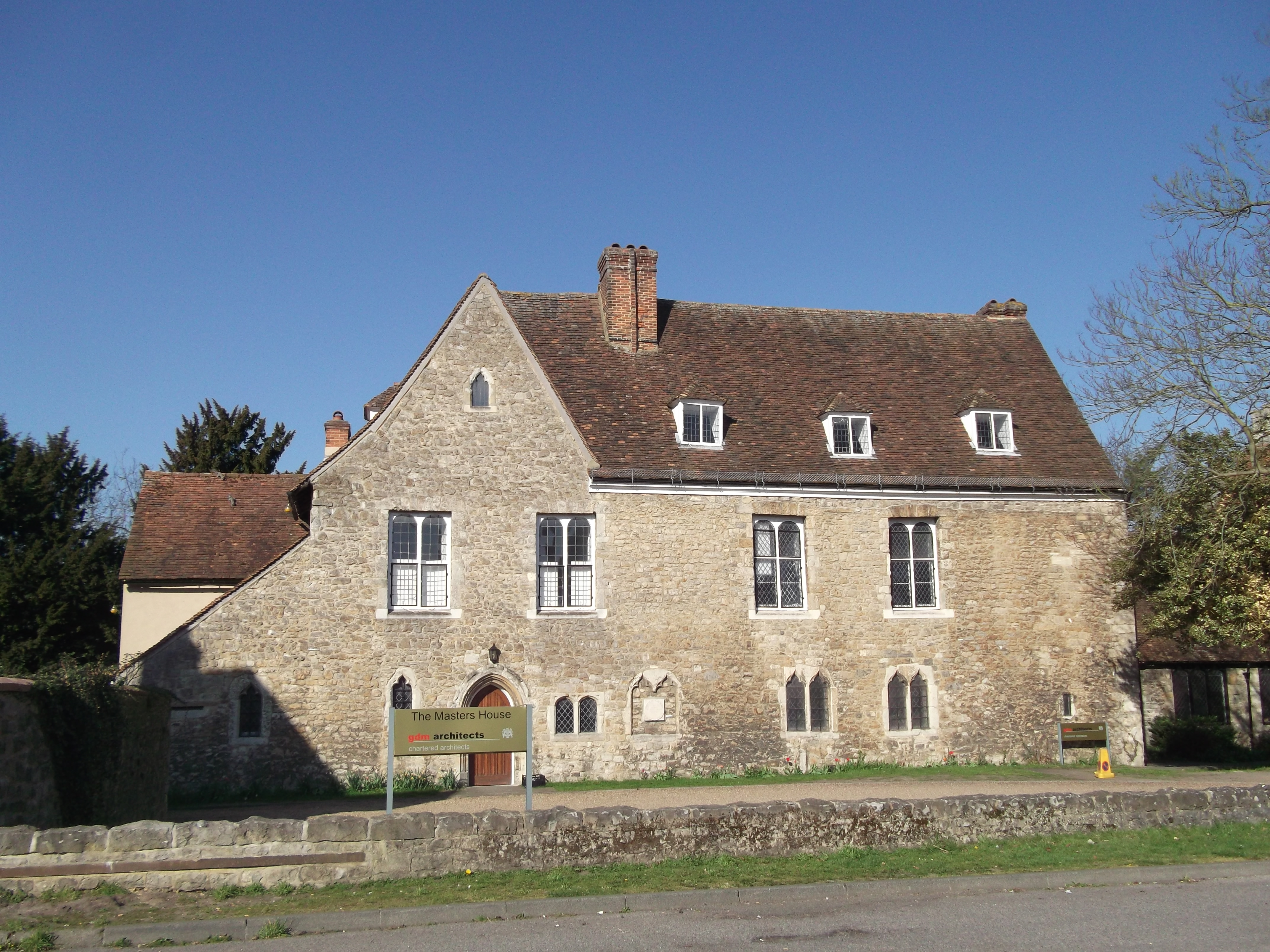
Das "Master's House"
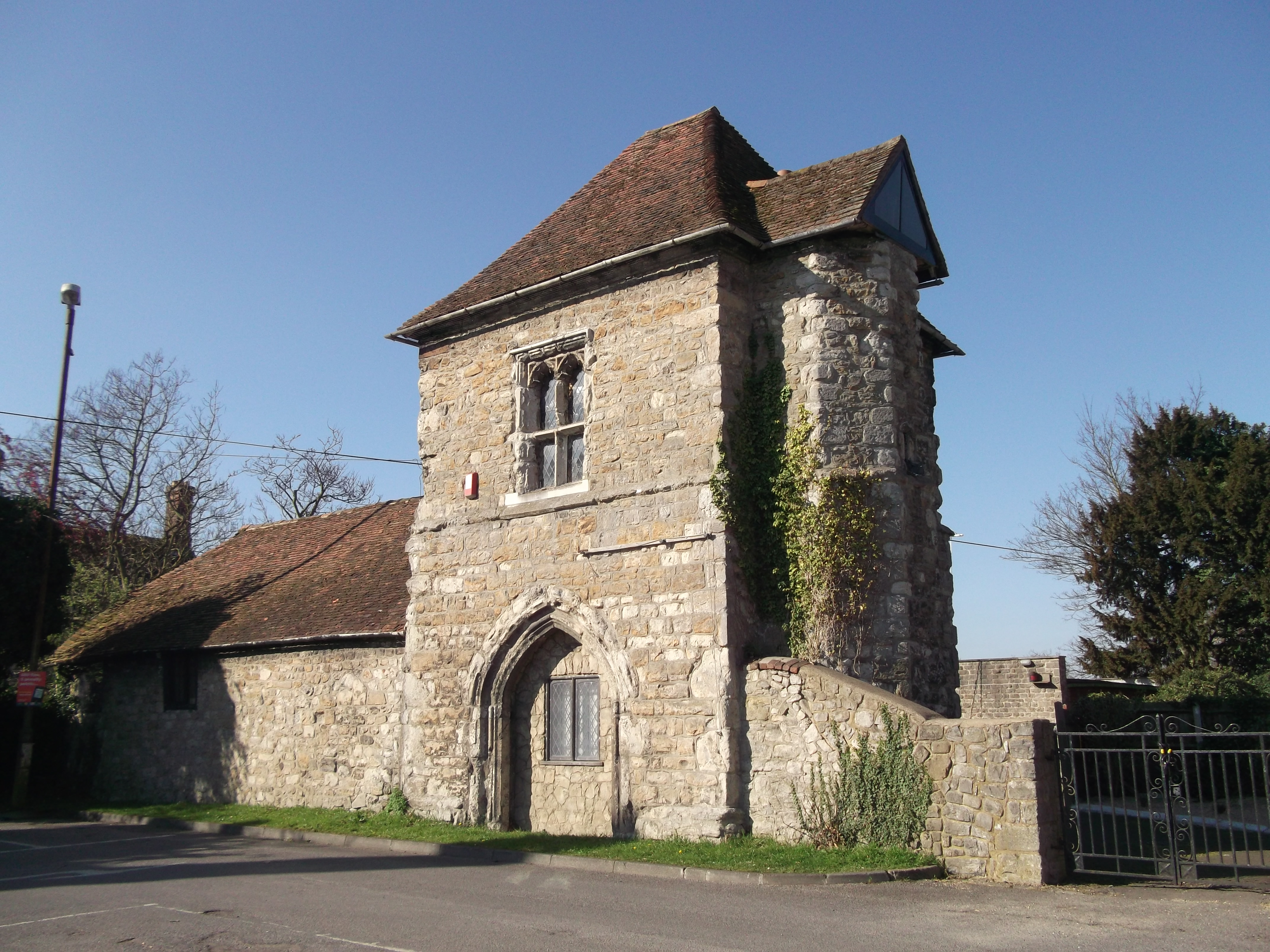
Der "Master's Tower"
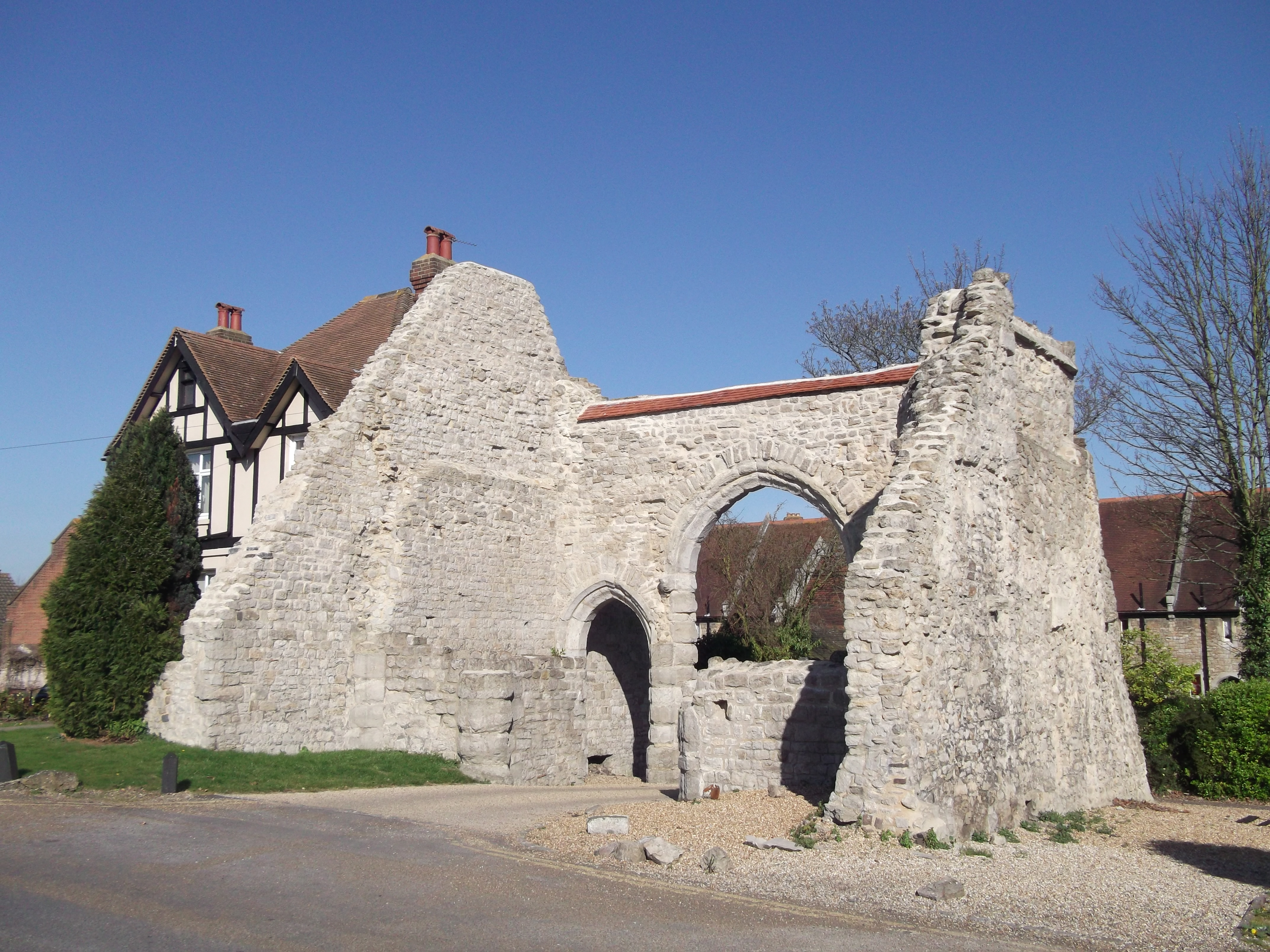
Die Ruine des Torhaus'.

Das Torhaus des Colleges im Norden des Geländes ist ein dreigeschossiger rechteckiger Turm mit einem zweigeschossigen Torhaus mit Kreuzrippen-Gewölbe. Der Durchgang ist 2,7 m (8 ft 11 in) breit und hat nebenan einen Fußgängerdurchlass mit einer Breite von 1,2 m (4 ft). Der Raum im Erdgeschoss neben dem Durchgang war die Bäckerei, wo bis 1845 ein großer Bäckerofen gestanden hat. Der Raum westlich des Durchgangs war die Pförtnerwohnung. Das Dach des Turms hat ein Walmdach, welches auch einen überdachten Wehrgang überspannt. Ein kleines Türmchen steht an der Südwest-Ecke. Anschließend an den Turm steht das zweigeschossige Gebäude, dass das eigentliche College mit Refektorium, Küche und Spülküche (scullery) im Erdgeschoss und einem Schlafsaal und einer Krankenstation im ersten Stock. Poste verzeichnet, dass um 1845 verschiedene Räume und Anbauten und landwirtschaftliche Gebäude entfernt wurden, unter anderem einen Darre (oast house). In der Nordwest-Ecke des Gebäudes steht ein kleiner dreigeschossiger Turm, der so genannte "River Tower" oder Muniment Tower (Schutzturm). 1847 wurde das Hochgezogene Dach durch ein niedrigeres Dach ersetzt, das den Wehrgang nicht mehr überragt.
Der zweigeschossige Master's Tower war der ursprüngliche Zugang zum College vom Fluss aus. Ein eingeschossiger Anbau befindet sich noc an der Südseite. Das zerfallene orhaus steht im Süden, abgeschlossen von den anderen Gebäuden durch die Gebäude des Almshouse. Nach den Aufzeichnungen von Poste wurde es noch 1847 von zwei Scheunen flankiert. Es besteht aus einem Spitzbogen als Durchlass für Kutschen der von unebenen Begrenzungsmauern flankiert wird.
Das Torhaus und das Refektorium ist in der Denkmalschutzliste als Gebäude Grade I gelistet, das Master's House ist in Grade II* und der Master's Tower und das zerfallene Tor in Grade II eingetragen. darüber hinaus ist auch das Gelände des College ein Scheduled Monument, um auch weitere zerstörte Strukturen vor weiterer Zerstörung zu schützen.